# Magura (Skorušinské vrchy)
Magura (polsky Magura Witowska) je třetí nejvyšší vrch ve Skorušinských vrších o nadmořské výšce 1232 m.

## Poloha
Nachází se v nejvýchodnějším výběžku pohoří, na slovensko-polské hranici, východně od Oravic. Od Západních Tater ji odděluje Tichá dolina s řekou Oravicí.

## Přístup
- po  značce z Oravic nebo Suché Hory přes Vyšné diely
- po  značce z Oravic přes Vyšné diely
- po polské černé turistické značce z Witowa (Polsko) přes Príslop